# Stephen Segrave (justiciar)
Pour les articles homonymes, voir Stephen Segrave.
Stephen de Segrave (ou Stephen Sedgrave ou Stephen Segrave), né vers 1171, mort le 9 novembre 1241, est justiciar en chef (équivalent de Premier ministre) d'Henri III d'Angleterre.

## Biographie
En 1232, il succède à Hubert de Burgh comme justiciar en chef d'Angleterre.
Actif coadjuteur de Pierre des Roches, évêque de Winchester, Segrave est victime de l'opprobre entourant les favoris poitevins d'Henri III d'Angleterre. En 1234, il est privé de son office de justiciar. Bientôt, cependant, il occupe à nouveau une position influente à la cour d'Henri, qu’il conserve jusqu’à sa mort.
Il devient chevalier et est nommé gardien de la Tour de Londres en 1203. Il obtient des terres et occupe diverses charges sous Henri III. Il reçoit le manoir où est construit le château de Caludon, à Wyken, près de Coventry, en 1232 ou avant, de Ranulph de Blondeville, 4e comte de Chester. Ranulph lui accorde également Bretby en 1209.
En 1236, il devient châtelain du château de Beeston et Chester, conjointement avec Hugues de Spencer et Henri de Aldithley.

## Famille
Il est le fils d'un certain Gilbert de Segrave, de Segrave dans le Leicestershire.
Il épouse Rohese le Despenser, fille de Thomas le Despenser, puis Ida Hastings, fille de William de Hastings et Margery Bigod de Norfolk,.

## Sources
(juin 2011).
- (en) Cet article est partiellement ou en totalité issu de l’article de Wikipédia en anglais intitulé « Stephen de Segrave » (voir la liste des auteurs).
- Histoire britannique en ligne : Caludon
- Fondation pour la généalogie médiévale : comtes anglais créés en 1066-1122
- Geneajourney: le Despenser
- Maurice F. Powicke et E. B. Fryde Handbook of British Chronology 2e édition, Londres, Royal Historical Society, 1961
- Les lignes de raccordement de Saint-Amand
- PDF Site du sud du Derbyshire - concession de Bretby